# ملعب تي كيو إل
ملعب تي كيو إل (بالإنجليزية: TQL Stadium)‏ والمعروف سابقا بإسم ملعب ويست إند (بالإنجليزية: West End Stadium)‏ هو ملعب كرة قدم، يقع في سينسيناتي، أوهايو ويتسع لـ 25 ألف متفرج.